# 北海道道1066号石狩湾新港线

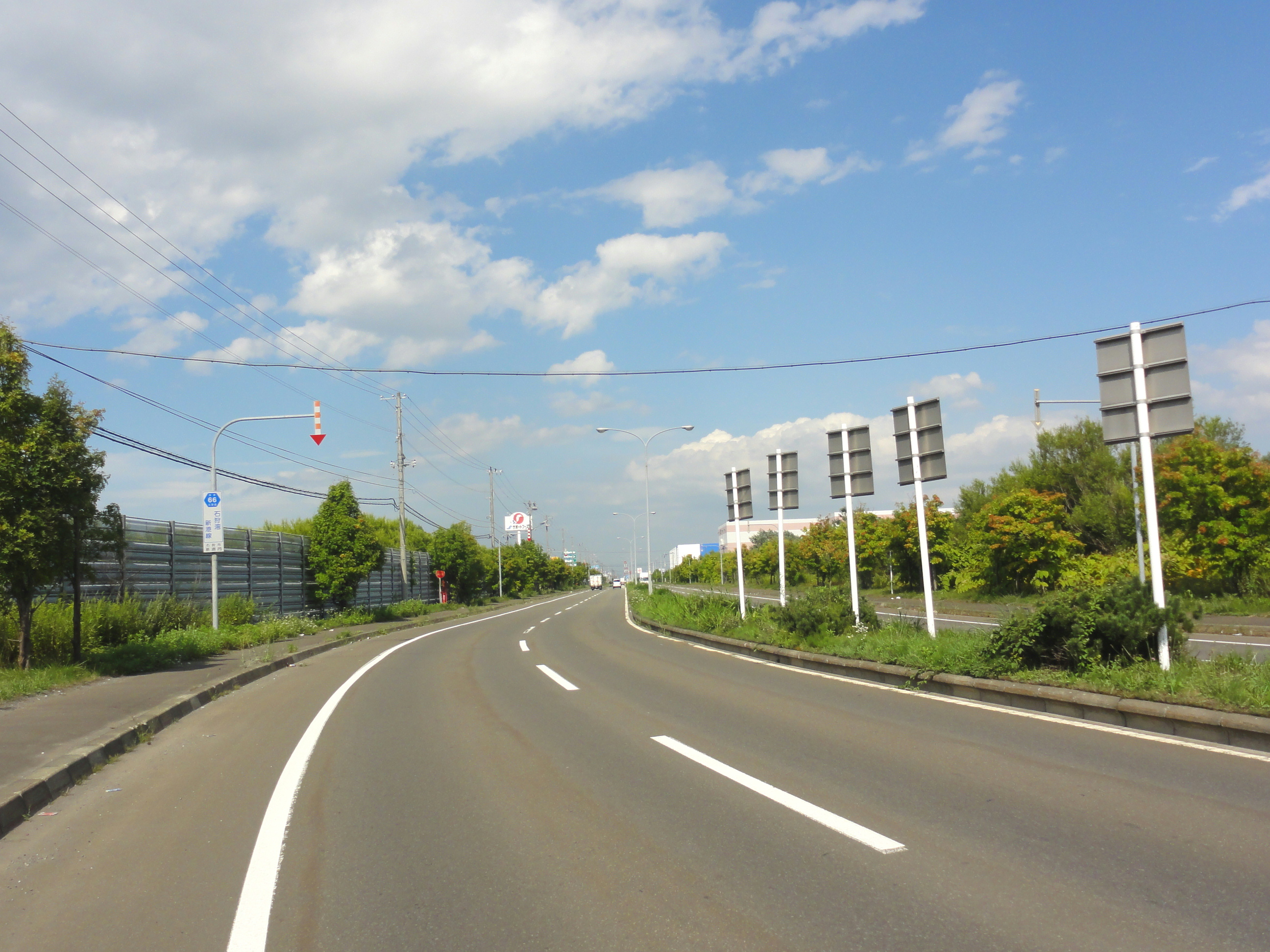
石狩市新港西附近。標識标记为「66」。（2012年8月撮影）

北海道道1066号石狩湾新港线（日语：北海道道1066号石狩湾新港線）是一条连结北海道小樽市和石狩市的普通道级道路（北海道道）。

## 道路概况
- 起点：北海道小樽市銭函5丁目（石狩湾新港）
- 終点：北海道石狩市新港西2丁目
- 总距离：2.1千米

## 经过的自治体
- 后志综合振兴局
  - 小樽市
- 石狩振兴局
  - 石狩市

## 主要连接道路
- 北海道道225号小樽石狩线（终点）

## 历史
- 1986年（昭和61年）3月31日 - 路線勘定（北海道告示第508号）